# 톰 포스턴
토머스 고든 포스턴(영어: Thomas Gordon Poston, 1921년 10월 17일 ~ 2007년 4월 30일)은 미국의 배우이다.

## 출연 작품
- 크리스마스 건너뛰기 (2004)
- 프린세스 다이어리 2 (2004)
- 스토리 오브 어스 (1999)
- 크리펜도프 종족 (1998)
- 요절복통 70 쇼 (1998)
- ER (1994)
- 그레이스 언더 파이어 (1993)
- 키디콤의 비밀 (1990)
- 코치 (1989)
- 머피 브라운 (1988)
- 카본 카피 (1981)
- 신병 교육대 (1980)
- 사랑의 유람선 (1977)
- 해피 후커 (1975)
- 데이빗 프로스트 쇼 (1969)
- 올드 다크 하우스 (1963)
- 빗속의 병사 (1963)
- 빌코 상사 (1955)